# Mike Tyson Boxing
Mike Tyson Boxing, connu au Royaume-Uni sous le nom de Prince Naseem Boxing, est un jeu vidéo développé et édité par Codemasters pour PlayStation en 2000, et développé par Virtucraft et édité par Ubi Soft pour Game Boy Advance en 2002.

## Accueil
Le jeu a reçu des avis "défavorables" sur les deux plateformes selon le site d'agrégateur de notes Metacritic,. Doug Trueman de NextGen a déclaré à propos de la version PlayStation: "Bien que la réputation de Mike Tyson aurait du mal à baisser, ce jeu parvient à le faire tout de même".